# Lijst van deelnemers aan de Biënnale van São Paulo
Dit is een lijst van deelnemers aan de Biënnale van São Paulo gerangschikt op alfabet. 
De Biënnale van São Paulo is een toonaangevende internationale kunstmanifestatie die sinds 1951 tweejaarlijks in de Braziliaanse stad São Paulo wordt gehouden. 
| - Horst Antes - Willy Anthoons - Karel Appel - George Baldessin - Mirosław Bałka - Leonard Baskin - Nestor Basterretxea - Jean Bazaine - Gerrit Benner - Maria Biljan-Bilger - Max Bill - Victor Brecheret - Bård Breivik - Alberto Burri - Rafael Canogar - Ted Carrasco - Enrico Castellani - Jorge Castillo - Amílcar de Castro - Saint Clair Cemin - Tony Cragg - Ad Dekkers (kunstenaar) - Reinhoud D'Haese - Sonia Ebling - Elmgreen & Dragset - Lex Elsevier - Jean-Michel Folon - Vic Gentils - Jef Geys - Émile Gilioli - Michael Gross (kunstenaar) - Oswaldo Guayasamín - Erwin Heerich - Friso ten Holt - Gottfried Honegger - Shirazeh Houshiary - Maqbool Fida Husain - Donald Judd - Frans Krajcberg - Olavi Lanu - Henri Laurens - Bertrand Lavier - Felícia Leirner - Ofer Lellouche - Jarbas Lopes - Ken Lum | - Luigi Mainolfi - Eliseo Mattiacci - Bernard Meadows - Cildo Meireles - Giorgio Morandi - Marcello Morandini - Irène Nadler - Jaap Nanninga - Francisco Narváez - Edgar Negret - Tomie Ohtake - Jorge Oteiza - Alejandro Otero - Blinky Palermo - Alicia Penalba - Arnaldo Pomodoro - Arnulf Rainer - Eduardo Ramírez Villamizar - Neo Rauch - Germaine Richier - Fernando Sánchez Castillo - Lasar Segall - Ann-Sofi Sidén - Kurt Sigrist - Valeska Soares - Susana Solano - Edgard de Souza - Simon Starling - Franciszek Starowieyski - Pascale Marthine Tayou - Caciporé Torres - Tunga - Günther Uecker - Hans Uhlmann - Jan Vaerten - Adriana Varejão - Maria Helena Vieira da Silva - Franz Weissmann - Co Westerik - Richard Wilson (beeldhouwer) - Paul Woei - Bill Woodrow - Maurice Wyckaert - Zhang Xiaogang |